# David Anders
David Anders, nato David Anders Holt (Grants Pass, 11 marzo 1981), è un attore statunitense.

## Biografia
Attivo in campo cinematografico, televisivo e anche teatrale, è noto per le sue interpretazioni, entrambe con accento inglese, di Julian Sark nella serie Alias e di Takezo Kensei in Heroes. Ha interpretato il ruolo del Dr. Whale/Victor Frankestein in C'era una volta e di John Gilbert in The Vampire Diaries. Dal 2015 interpreta lo zombie Blaine DeBeers nella serie della The CW iZombie.

## Filmografia

### Cinema
- The Source, regia di Steve Taylor (2002)
- Circadian Rhythm, regia di René Besson (2005)
- Left in Darkness, regia di Steven R. Monroe (2006)
- ELI, regia di Josh Lee Kwai – cortometraggio (2007)
- Trappola in fondo al mare 2 - Il tesoro degli abissi (Into the Blue 2: The Reef), regia di Stephen Herek (2009)
- The Revenant, regia di D. Kerry Prior (2009)

### Televisione
- Alias – serie TV, 46 episodi (2001-2006)
- Due gemelle e un maggiordomo (So Little Time) – serie TV, episodio 1x12 (2001)
- Potere assoluto (The Source), regia di Steve Taylor – film TV (2002)
- Player$ – serie TV, episodio 2x15 (2003)
- CSI - Scena del crimine (CSI: Crime Scene Investigation) – serie TV, episodio 5x04 (2004)
- Streghe (Charmed) – serie TV, episodio 7x15 (2005)
- CSI: Miami – serie TV, episodio 4x07 (2005)
- Deadwood – serie TV, episodio 3x11 (2006)
- Grey's Anatomy – serie TV, episodi 3x22-3x23 (2007)
- Heroes – serie TV, 15 episodi (2007-2010)
- Lie to Me – serie TV, episodio 1x02 (2009)
- Campi insanguinati (Children of the Corn), regia di Donald P. Borchers – film TV (2009)
- 24 – serie TV, 6 episodi (2010)
- The Vampire Diaries – serie TV, 16 episodi (2010-2017)
- Warehouse 13 – serie TV, episodio 2x10 (2010)
- Undercovers – serie TV, episodio 1x07 (2010)
- C'era una volta (Once Upon a Time) – serie TV, 16 episodi (2011-2018)
- Dr. House - Medical Division (House, M.D.) – serie TV, episodio 8x11 (2012)
- Terapia d'urto (Necessary Roughness) – serie TV, 8 episodi (2013)
- Arrow – serie TV, episodio 1x13 (2013)
- Criminal Minds – serie TV, episodio 9x04 (2013)
- iZombie – serie TV,  55 episodi (2015-2019)
- Stalker – serie TV, episodio 1x19 (2015)
- Roswell, New Mexico – serie TV, episodio 2x06 (2020)
- Magnum PI - serie TV, episodio 4x20 (2022)

## Teatro

### Broadway
- Rockne
- Il diario di Anna Frank
- Once in a Lifetime
- 3 Male Models Named Mike
- My Fair Lady
- Jesus Christ Superstar
- Lovely Afternoon
- A Christmas to Remember
- Our Town

### Off-Broadway
- Beautiful (2005)

## Doppiatori italiani
Nelle versioni in italiano delle opere in cui ha recitato, David Anders è stato doppiato da:
- Alessandro Quarta in CSI - Scena del crimine, C'era una volta, iZombie
- Fabio Boccanera in Alias, The Vampire Diaries
- Marco Baroni in CSI: Miami
- Gabriele Sabatini in Grey's Anatomy
- Andrea Lavagnino in Heroes
- Paolo Vivio in 24
- Francesco Prando in Warehouse 13
- Marco Vivio in Dr. House - Medical Division
- Daniele Raffaeli in Trappola in fondo al mare 2 - Il tesoro degli abisso
- Roberto Gammino in Terapia d’urto
- Alessandro Budroni in Criminal Minds
- Fabrizio De Flaviis in Magnum PI